# Adam Wolf
Adam Wolf (født 20. januar 1959) er en dansk cand.scient.pol., der er direktør for Danske Regioner.
Wolf blev kandidat i statskundskab fra Københavns Universitet i 1987 og kom derefter til administrations- og personaleadepartementet i Finansministeriet. Fra 1989 var han udstationeret ved Ecole National d'Administration i Paris. Hjemvendt blev han i 1991 ministersekretær i Statsministeriet, og i 1995 blev han ambassaderåd ved Danmarks ambassade i Washington, D.C.. Her var han til 1997, hvor han blev chef for Finansministeriets kontor for administrations- og personalepolitik. I 1998 blev han afdelingschef med ansvar for administrationspoliti og modernisering. 
Fire år senere blev han leder af Den Digitale Taskforce og derefter (2002) afdelingschef med ansvar for generel udgiftspolitik og finansloven i Finansministeriet. I 2005 blev han direktør for Domstolsstyrelsen og stod her i spidsen for implementeringen af domstolsreformen, der indebar en reduktion af landets retskredse fra 82 til 24 samt digitalisering af tinglysningen. Sidstnævnte endte med kras kritik fra Rigsrevisionen. 
Adam Wolf har gennem flere år bidraget med artikler om offentlig forvaltning til danske og internationale videnskabelige tidsskrifter. Fra 1992 til 1995 var han tillige redaktør af tidsskriftet Administrativ Debat. 
Han er gift med journalist og TV 2-chef Ulla Pors Nielsen, med hvem han har to sønner. Familien er bosiddende på Frederiksberg.